# Социална норма
Вижте пояснителната страница за други значения на норма.
Социална норма, обикновено се използва в множествено число за социални норми в цялост – това са правилата за социално поведение, които са възприети в обществото, като могат да имат своите културни специфики, или групови специфики. Докато социологията изследва основно социалните норми на обществото като цяло и в някои случаи тези на социалните групи, психологията например изследва основно спецификите в групите и тяхното влияние или значение за личността.

## Видове норми

### Писани / неписани
Нормите биват писани и неписани. Писаните норми могат да бъдат закони и разпоредби, вътрешни правила на организации, клубове и т.н. Индивидите също така могат да привнасят норми от организации, в които са били преди това част, към новите социални групи, към които се присъединяват, тъй като самите индивиди стават носители на тези норми.

### Прескриптивни / проскриптивни
Прескриптивни са тези, които съветват какво някой трябва да направи, докато проскриптивни, са тези, които казват какво не трябва да се прави.

## Отклонения от социалните норми
Отклоненията от социалните норми, когато се отнасят до 1 лице се наричат девиации и девиантно поведение, а когато характеризират група, общност или общество като цяло – социални патологии .